# Шитс Крийк
„Шитс Крийк“ (на английски: Schitt's Creek) е канадски комедиен сериал, създаден от Дан и Юджийн Леви, който се излъчваше по CBC (Canadian Broadcasting Company) от 13 януари 2015 г. и свършва на 7 април 2020 г. Състои се от 6 сезона – общо 80 епизода. Produced by Not a Real Company Productions, Продуциран е от Not a Real Company Productions.

## Актьорски състав
- Юджийн Леви - Джони Роуз
- Катрин О'Хара – Мойра Роуз
- Дан Леви – Дейвид Роуз
- Ани Мърфи - Алексис Роуз
- Дженифър Робъртсън - Джослин Шит
- Тим Роузън – Мът Шит
- Емили Хамшир – Стийви Бъд
- Дъстин Милиган – Тед Мъленс
- Карън Робинсън – Вероника Лий
- Джон Хемхил – Робърт Къри
- Сара Леви – Туайла Сандс
- Крис Елиът – Роланд Шит
- Ноа Рийд – Патрик Брюър (сезон 3–6)

## „Шитс Крийк“ в България
В България сериалът е излъчен по bTV Comedy, всеки делник от 21:30 ч. Дублажът е на студио VMS. Ролите се озвучават от Гергана Стоянова, Светлана Смолева, Светломир Радев, Николай Николов и Симеон Владов.